# 대한민국 민법 제738조
대한민국 민법 제738조는 사무관리의 준용규정에 대한 민법 채권법상 조문이다.

## 조문
제738조(준용규정) 제683조 내지 제685조의 규정은 사무관리에 준용한다.

第734條(事務管理의 內容) ① 義務없이 他人을 爲하여 事務를 管理하는 者는 그 事務의 性質에 좇아 가장 本人에게 利益되는 方法으로 이를 管理하여야 한다.
②管理者가 本人의 意思를 알거나 알 수 있는 때에는 그 意思에 適合하도록 管理하여야 한다.
③管理者가 前2項의 規定에 違反하여 事務를 管理한 境遇에는 過失없는 때에도 이로 因한 損害를 賠償할 責任이 있다. 그러나 그 管理行爲가 公共의 利益에 適合한 때에는 重大한 過失이 없으면 賠償할 責任이 없다.

## 참고 문헌
- 오현수, 일본민법, 진원사, 2014. ISBN 9788963463452
- 오세경, 대법전, 법전출판사 , 2014 ISBN 9788926210277
- 이준현 , LOGOS 민법 조문판례집, 미래가치, 2015. ISBN 9791155020869

## 같이 보기
- 사무관리